# 摩擦 (クラウゼヴィッツ)
摩擦（まさつ、独：Friktion im Kriege）とは、軍事学において計画・命令を実際に実行する上で直面する障害を意味する。

## 概要
初めて摩擦の概念を軍事学に導入したのはカール・フォン・クラウゼヴィッツである。彼は『戦争論』の中で、天候、敵の応急的・非合理的な反応、偶発的な問題、予測不能な事件などの偶発的な事件を挙げながら、これらが机上の計画を現実に実行に移す際には障害のみならず脅威にもなりうると論じた。その意味において摩擦は、理論上の戦争と実践上の戦争とを全般的に区分する。
核兵器が開発された現代では、摩擦の概念に新しい意味合いが含まれ、偶発的なエスカレーションや軍事的な誘因などの危険を指すようになる。この新しい概念としての摩擦に対しては、国際連合や国際法による伝統的な開戦法規の規制、偵察・通信のイノベーションによる情報環境の改善によって対処されている。それでも一般に計画が大規模になるほど摩擦が重要な意味を持つ傾向に変わりはなく、摩擦による不測事態への対処は指揮官の中心課題であり続けている。
摩擦の原因は大別すると以下の3種類があり、それらの組合せによって摩擦が発生する。
対内的な摩擦
軍隊・政府という自己の組織の性質に起因する。情報伝達の齟齬や意図の誤解による混乱が作戦の実行を妨げる。
対外的な摩擦
敵の行動により発生する。開戦前にせよ戦時中にせよ、自己の行動は敵の行動に左右されてしまう。
環境的な摩擦
気候・地形・植生・降水などの自然環境や、直接的な当事国ではない諸国との国際政治的な関係などがある。
ただし概念としての摩擦は彼我に関係なく影響し、戦略・戦術によってはこれを意図的に活用できる。